# Cane da pastore dell'Himalaya
Il cane da pastore dell'Himalaya, anche noto come pastore del Kashmir o bhote kukur o bhotia, è una razza canina molossoide (tipo cane da montagna) originaria del Nepal non riconosciuta dalla FCI strettamente imparentata sia con il c.d. "cane dei Gaddi" sia con il mastino tibetano.

## Storia

### Origini
La razza originò in tempi molto antichi dall'archetipo razziale dei "molossoidi", un grande cane da montagna selezionato in epoca protostorica nel Medioriente (fond. nella Mezzaluna Fertile), dove la nascente pastorizia aveva evidenziato la necessità di selezionare un grosso cane difensore del gregge, evolutosi durante l'Età del ferro come cane da guerra/palazzo nelle prime grandi civiltà (assiri, babilonesi, ittiti, egizi). Dalla Mesopotamia, il molossoide si diffuse nell'antico impero persiano e da lì al Caucaso, all'India ed a tutti i paesi tra le pendici indo-pakistane dell'Himalaya (Tibet, Nepal, Bhutan, ecc.) e le steppe mongoliche, originando diversi ceppi locali: tutti cani accomunati da una certa tipologia caratteriale (forte, dominante, territoriale e protettiva verso la famiglia umana) ma con varianti morfologiche dovute alle diversità climatiche e del territorio.